# Стеблёв, Алексей Юрьевич
Алексей Юрьевич Стеблёв (род. 2 окт. 1972, Москва) — российский виолончелист, композитор, дирижер и предприниматель.

## Биография
Окончил школу им. Гнесиных, затем Московскую Консерваторию по классу виолончели. Вместе с другими участниками «Талан-квартета» (будущего Москва-квартета) был учеником В. А. Берлинского по классу квартета.
Ещё учась в школе, Алексей Стеблёв выиграл первый Гран-при на международном конкурсе Концертино Прага. В 1992—2003 гг. — виолончелист «Москва-квартета». В составе «Москва-квартета» Алексей Стеблёв становится победителем международных конкурсов в Вене и Санкт-Петербурге, выступает с З. Пальм, М. Андрэ, В. Спиваковым, А. Рудиным, К. Лифшицем, К. Бельчеа, Н. Брайнин и многими другими, записывает три диска, в том числе все квартеты А. С. Танеева на лондонском лейбле Olympia Records и А. Т. Гречанинова — на швейцарском лейбле Pan Classics.

В 2002 г. А. Стеблёв становится солистом камерного оркестра Виртуозы Москвы. В 2002—2005 гг. был арт-директором сети кафе «Пир О. Г. И.». В 2006 году в соавторстве с Петром Климовым пишет музыку к фильму Авдотьи Смирновой «Связь (2006)», а в 2008 и 2011 годах — ещё к двум фильмам режиссёра: «Отцы и дети (2008)» и «Два дня (2011)». 

В 2008 г. вместе с Юлией Игониной, Еленой Харитоновой и Михаилом Рудым основывает «Новый Русский Квартет». В 2011 году покидает «Виртуозов Москвы».

Работал в сфере венчурного бизнеса. В 2011—2013 гг. — вице-президент по развитию бизнеса в компаниях Enhanced Spectrometry Inc. и Terasense Inc. Также работал в венчурном отделении Тройки Диалог Troika Ventures. В 2014—2015 гг. — менеджер по развитию дистрибьюторской сети в Artec Europe. 

С 2015 года — преподаватель квартета в Государственной классической академии имени Маймонида и дирижёр оркестра академии, доцент. В этом же году на лейбле «Мелодия» выходит альбом Нового Русского Квартета Cinemaphonia, для которого вместе с другими квартетными произведениями, в разное время использованными в известных фильмах, был записан и квартет Moviemusic for String Quartet Алексея Стеблёва.
В 2015 году Алексей основывает клуб любителей искусства Way2Art.club — рекомендательно-просветительский сервис. Задачей проекта является популяризация искусства через создание «просвещенной», а значит, более заинтересованной аудитории.

## Произведения
- Moviemusic for String Quartet

### Музыка к фильмам
- Связь (2006) (реж. Авдотья Смирнова)
- Отцы и дети (2008) (реж. Авдотья Смирнова)
- Два дня (2011) (реж. Авдотья Смирнова)
- Книга Малгил (2013, короткометражный фильм, реж. Таня Вигель)
- Супрематизм (2014, короткометражный фильм, реж. Николай Шептулин)

## Дискография
- 1995 - A.S.Taneev: All string quartets (Talan quartet), Olympia records, UK
- 1998 — Музыка для декабря (музыка Антона Батагова к фильму Музыка для декабря Ивана Дыховичного)
- 2001 — Gretchaninov: String Quartets 2 & 4 (с Москва-квартетом), PanClassics, Switzerland
- 2001 — Страна глухих (музыка к фильму Валерия Тодоровского) (с ансамблем 4'33'' Алексея Айги).
- 2009 — Brahms and Reger Clarinet Quintets (c Новым Русским Квартетом и Валерием Горохолинским)
- 2015 — Cinemaphonia (с Новым Русским Квартетом), Мелодия рекордз
- 2016 — Sergey Akhunov. Chamber Works (Новым Русским Квартетом)